# Камещица
Кàмещица е село в Северна България, община Габрово, област Габрово.

## География
Село Камещица се намира на около 15 km запад-северозападно от центъра на град Габрово и 13 km юг-югоизточно от град Севлиево. Разположено е в подножията на Черновръшкия рид, в съседство на по около километър със селата Гъбене – на изток, Музга – на югоизток и Пенковци – на запад. Надморската височина при трафопоста в селото е около 330 m.
Общинският път през село Камещица води на изток до Гъбене, а на север прави връзка с третокласния републикански път III-4402, водещ от село Враниловци през селата Райновци, Смиловци и Гъбене към село Горна Росица.

## История
През 1978 г. дотогавашното населено място махала Камещица придобива статута на село.
В Държавния архив Габрово се съхраняват документи на/за Народно начално училище – с. Камещица, Габровско от периода 1922 – 1963 г.

## Население
Населението на село Камещица наброява 318 души при преброяването към 1934 г., нараства до 473 към 1956 г., намалява до 85 към 1992 г. и към 2019 г. наброява (по текущата демографска статистика за населението) 42 души.
Преброяване на населението през 2011 г.
Численост и дял на етническите групи според преброяването на населението през 2011 г.:
|                     | Численост | Дял (в %) |
| Общо                | 53        | 100,00    |
| Българи             | 51        | 96,22     |
| Турци               | 0         | 0,00      |
| Цигани              | 0         | 0,00      |
| Други               | 0         | 0,00      |
| Не се самоопределят | 0         | 0,00      |
| Неотговорили        | 0         | 0,00      |